# 鏡の中のあなたへ
『鏡の中のあなたへ』（かがみのなかのあなたへ）は、1978年12月5日に発売された谷山浩子の4枚目のアルバム。
1988年6月21日にCDとして再発売された。

## 概要
谷山はデビュー以来、前作の『ねこの森には帰れない』『もうひとりのアリス』と、童話をモチーフとしたアルバムを2作続けて発表してきた。
しかし本作は、当時の音楽ディレクターから「童話の組曲は一般大衆受けが悪いので、大人の恋の歌を集めるように」と言われて制作した。
谷山はこの時期、仕事と恋に苦心していたため、このアルバムと次作の『夢半球』には暗い曲が多く「暗い谷山浩子」のイメージが確立していった。
1992年頃の雑誌『月刊カドカワ』でのインタビューによると、粉飾のある作品もあるが、全作品に共通して多かれ少なかれ実話に基づいているとのことである。

## 収録曲
1. あたしの恋人
2. 桜貝
3. 紙ひこうき
4. 積木の家
5. 砂時計
6. 窓
7. 遠い夏－津軽に寄せて－
8. 眠レナイ夜
9. 星のマリオネット（Album Version）
10. 忘れられた部屋で

- 作詞・作曲：谷山浩子（全曲）
- 編曲：谷山浩子（1, 7）、山川恵津子・谷山浩子（2, 5）、萩田光雄（3）、クニ河内（4）、小野崎孝輔（6, 10）、大村雅朗（8）、瀬尾一三（9）

## エピソード
一時期、本アルバム収録の楽曲「紙ひこうき」の演奏が、イギリスのプログレッシブ・ロック・バンド「UK」であるという噂がプログレッシブ・ロックのファンの間に流布し、それが都市伝説化する出来事があった。同バンドの楽曲「ランデブー 6:02 (Rendezvous 6:02)」（1979年にシングルで発表、同年3月のアルバム『Danger Money』に収録）にメロディ・編曲が似ていることが理由とされたが、後にそれはデマであることが判明している。真相は音楽評論家がレコードのライナーノーツ中でジョークとして記述したところ、その内容が曲解され独り歩きしたことが都市伝説化の原因であるとされる。